# Bernard Pagel
Bernard Ephraim Julius Pagel (* 4. Januar 1930 in Berlin; † 14. Juli 2007 in Ringmer, East Sussex) war ein britischer Astronom.

## Biographie
Bernard Pagel wurde als Sohn des Medizinhistorikers Walter Pagel und seiner Frau Magda 1930 in Berlin geboren. 1933 verließ die Familie das nationalsozialistische Deutschland und siedelte nach England über. Die beiden Geschwister seines Vaters wurden im Holocaust ermordet.
Pagel studierte Physik an der Universität Cambridge und wurde 1955 promoviert. Er arbeitete lange als Astronom am Royal Greenwich Observatory. Im Jahr 1967 wurde er Gastdozent (und später Gastprofessor) für Astronomie an der University of Sussex. Nach seiner Pensionierung am Royal Greenwich Observatory im Jahr 1990 wechselte er auf einen Lehrstuhl am Nordic Institute for Theoretical Physics (NORDITA) in Kopenhagen. Im Jahr 1998 trat er erneut Ruhestand und zog zurück nach Sussex, blieb aber bis zu seinem Tod wissenschaftlich aktiv.
Er  befasste sich mit der Entstehung der Elemente und der Entwicklung ihrer Häufigkeiten im Universum. Er leistete grundlegende Arbeiten zur Elementhäufigkeit in Sternen, Gasnebeln und Galaxien.
Pagel und seine Frau Annabel (geb. Tuby) hatte drei Kinder. Er starb 2007 an einem Pankreaskarzinom.

## Veröffentlichungen (Auswahl)
- Nucleosynthesis and Chemical Evolution of Galaxies. Cambridge University Press, Cambridge 1997, ISBN 0-521-55061-0 (2. Auflage 2009, ISBN 978-0-511-81217-0)

## Ehrungen
- 1990: Goldmedaille der Royal Astronomical Society
- 1992: Fellow der Royal Society